# Glendalough

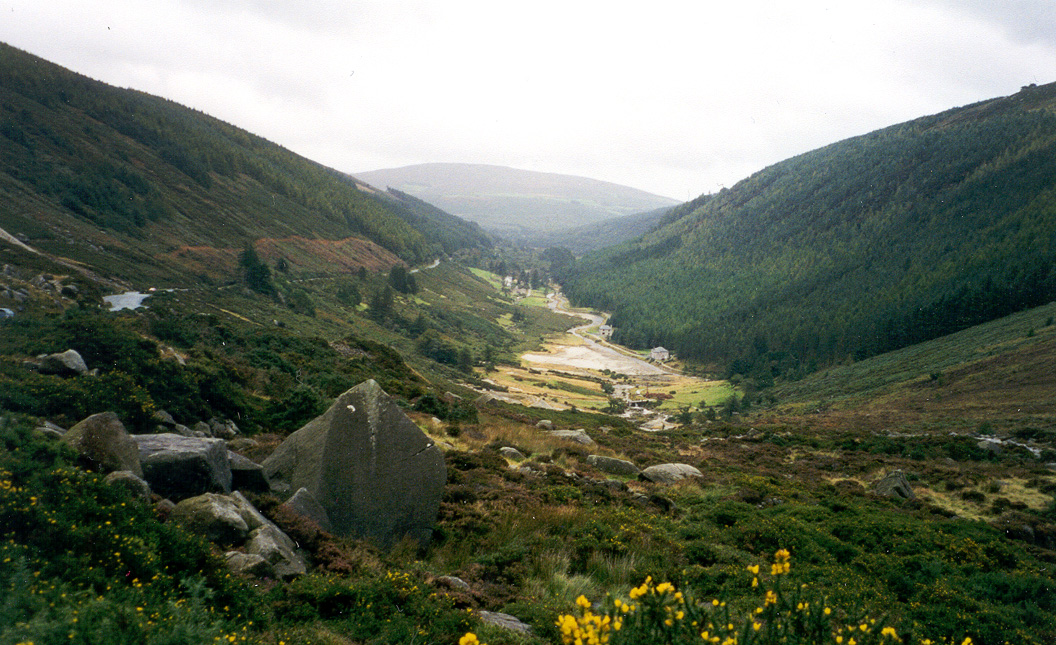
La valle di Glendalough

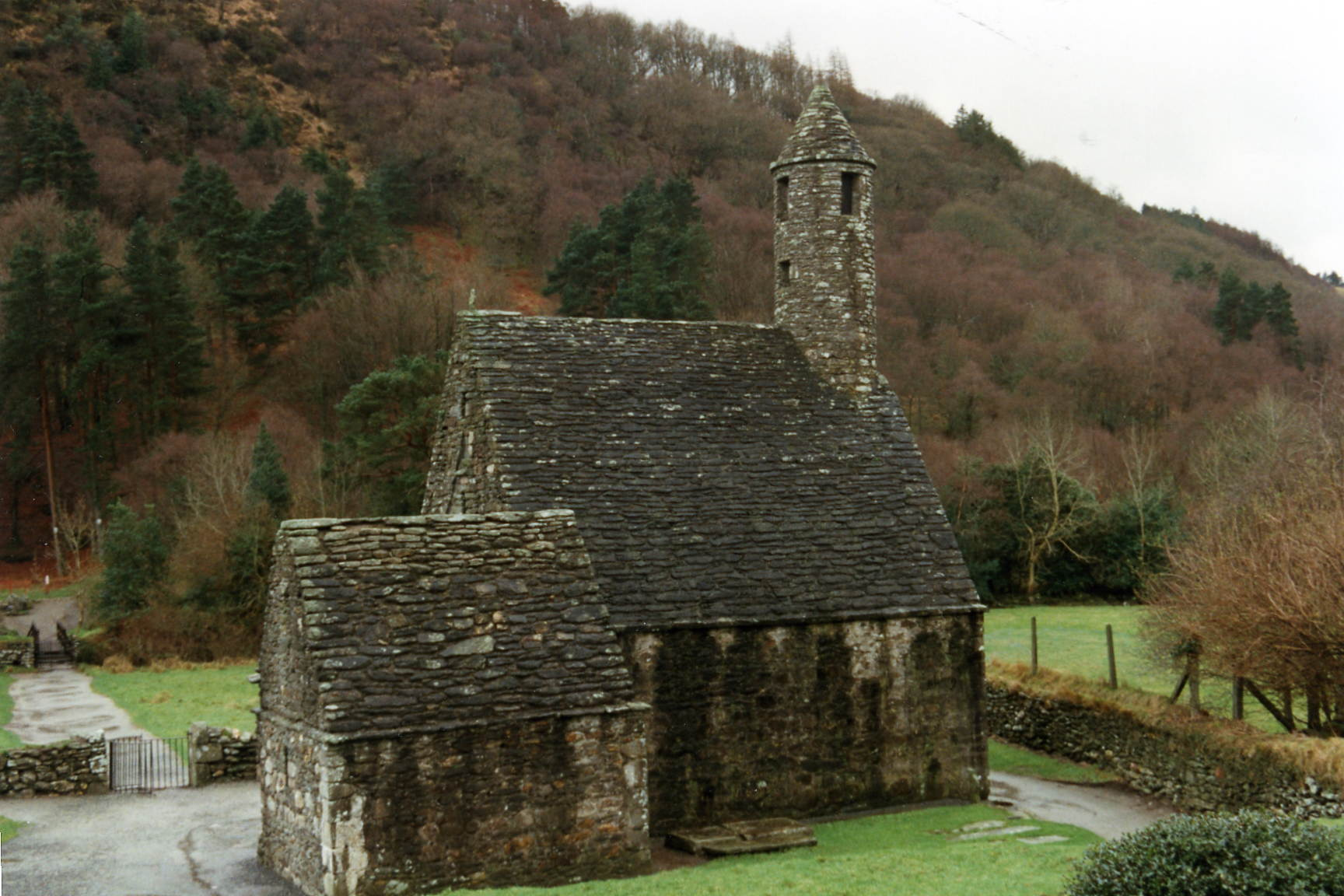
La Kevin's Kitchen, in realtà una piccola chiesa

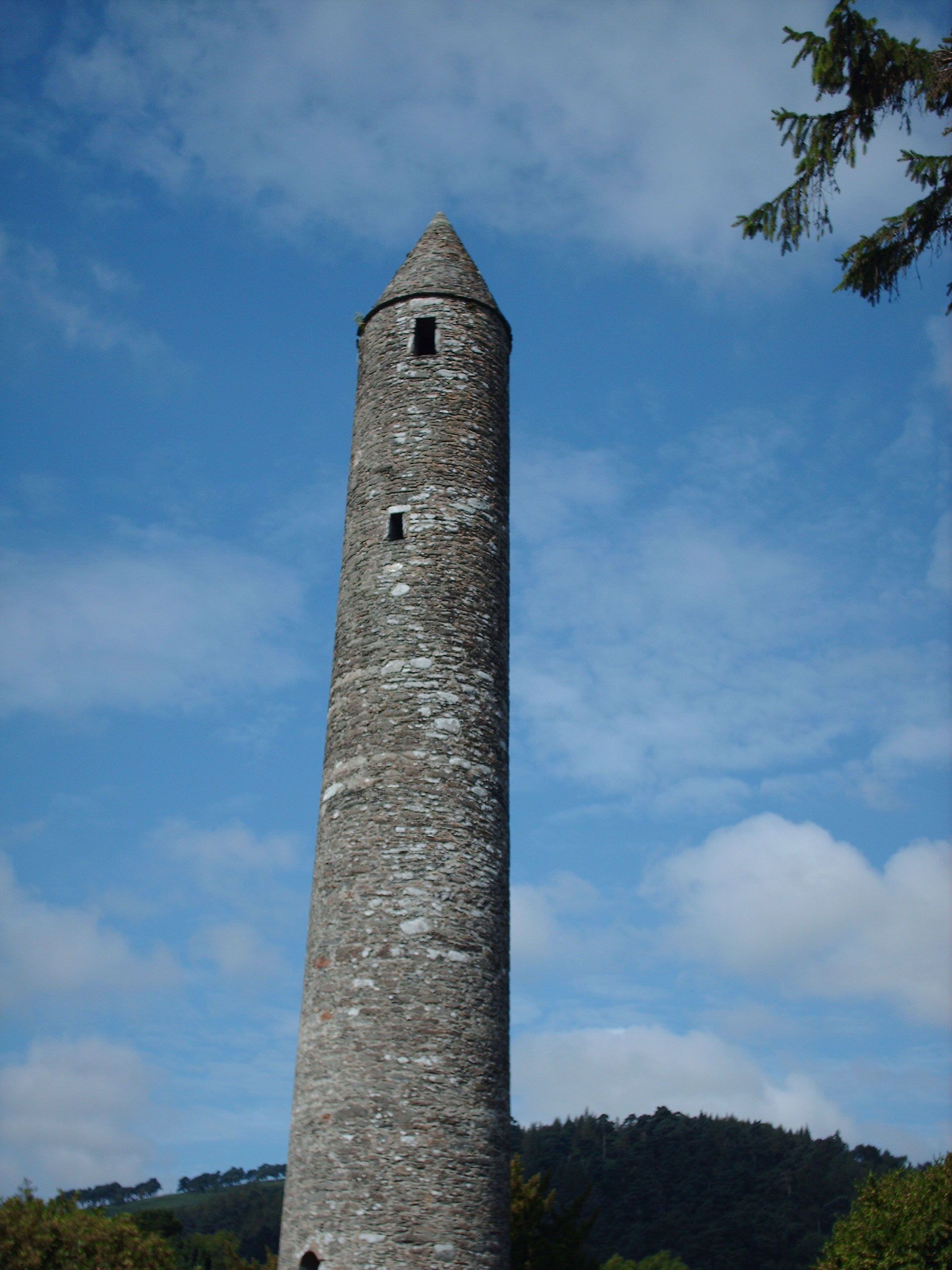
La torre circolare

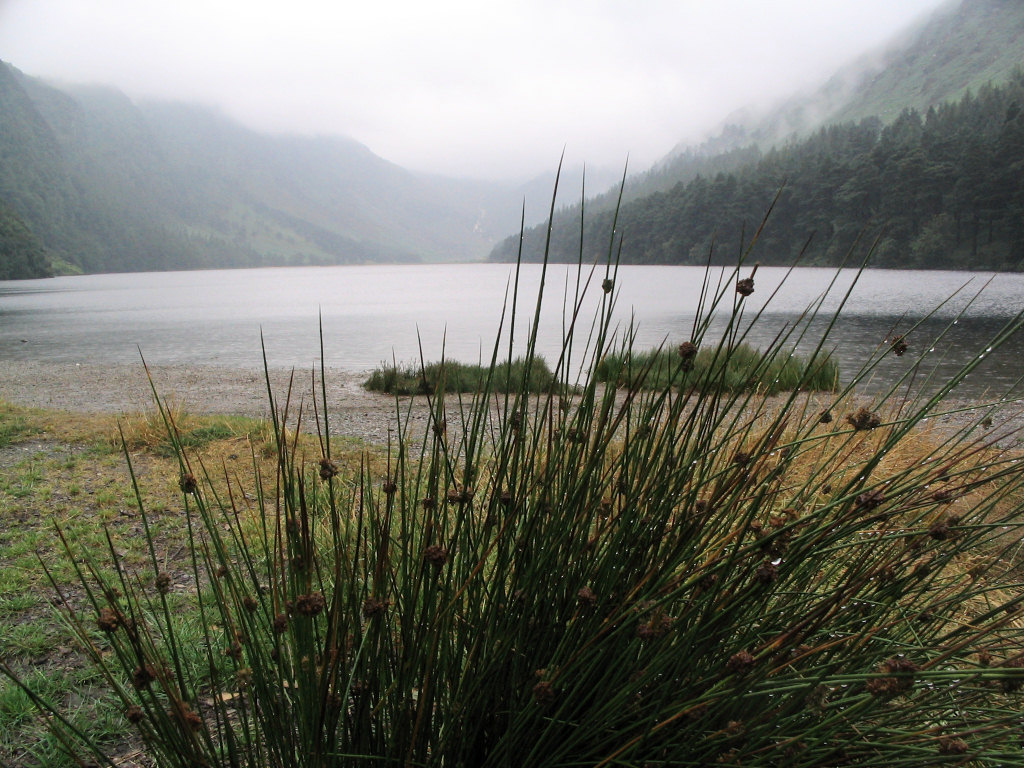
Il lago Superiore

Glendalough, nel Wicklow (Irlanda), è un villaggio che si trova vicino al sito di un antico monastero. Il monastero fu fondato nel VI secolo dall'eremita Kevin di Glendalough e distrutto nel 1398 dalle truppe inglesi.

## Il sito monastico di San Kevin
San Kevin si ritirò nella stretta valle di Glendalough in cerca di un luogo tranquillo e sereno per la sua vita di eremita. Diversi discepoli, volendo seguire i suoi insegnamenti, iniziarono a stabilirsi nella zona, cominciando ad erigere un piccolo villaggio di chiese, cappelle ed abitazioni nella valle sotto la sua capanna. Si formò così un monastero che, con il sinodo di Rathbreasail del 1111, divenne sede episcopale. Nel momento di massimo fulgore il monastero fu uno dei principali centri religiosi e di studi dell'Irlanda.
Il nome Glendalough deriva dal gaelico Gleann Dá Locha, ossia la valle dei due laghi. Il monastero si trovava, infatti, tra due laghi, il lago Superiore e il lago Inferiore. Oggi la zona è una delle maggiori attrazioni turistiche del Wicklow.
Il sito monastico comprende anche la torre a base circolare alta 33 metri e la croce di San Kevin. La torre venne costruita negli anni delle incursioni vichinghe (fino al 1066 circa) per custodire le sacre reliquie, i libri ed i calici usati nelle cerimonie religiose.

## Attività estrattiva
All'estremità occidentale del lago Superiore giacciono le rovine di un villaggio di minatori abbandonato che solitamente è accessibile solo a piedi. L'attività estrattiva, principalmente del piombo, si svolse dal 1850 fino al 1875 circa, ma le miniere nella Valle di Glendalough erano più piccole di quelle nella valle di Glendasan, che è separata dal Monte Camaderry. Nel 1859 le miniere di Glendasan e Glendalough vennero collegate da una serie di cunicoli, oggi allagati, attraverso la montagna. Ciò rese più facile trasportare il minerale a Glendalough e lavorarlo in loco.

## Arrampicata su roccia e sentieri
Le falesie di granito di Glendalough, sulla riva nord ovest del lago Superiore, sono popolari fra gli arrampicatori. I massi sotto le falesie sono eccellenti per il bouldering.
La zona è ricca di sentieri di vari livelli di difficoltà fra i quali la Wicklow Way, un lungo sentiero escursionistico, che attraversa Glendalough lungo il suo tragitto dal sobborgo dublinese di Rathfarnham a Clonegal, nella contea di Carlow.